# Radio Båstad
Radio Båstad är en närradiostation i Båstad, som sänder över 96,1 MHz i Båstad och 99,8 MHz i Torekov. Radio Båstad startades 1993 som ett studentprojekt då kommersiell radio stod i startgroparna och man hade en idé om att starta en utbildning för framtidens programledare.
Utbildningen startades av  Gunnar Jäwer och KG Alfe, son till Britt Wadner (Radio Syd). Sändningarna startade under våren 1993, med stationsnamnet Sommarradion i Båstad.
Sedan 1993 har stationen drivits som lokal radiokanal över Bjärehalvön, nordvästra Skåne och Halland. Parallellt med radiostationen har det bedrivits utbildningar i olika former: Kvalificerad yrkesutbildning, Komvux, högskola och olika uppdragsutbildningar.
Sedan 2015 drivs stationen av Melker Bengtsson (programchef, programledare morgon) och Robert Benckert (programledare eftermiddagar).